# アニー・エルノー
アニー・エルノー (Annie Ernaux、1940年9月1日 - ) は、フランスの作家。
長年、フランス現代文学の教員としてリセやコレージュで教鞭を執り、後にフランス国立遠隔教育センターにも参加した。彼女の作品はほとんどが自伝的なものであり、オートフィクションの作家の一人とされる。2022年、ノーベル文学賞受賞。

## 経歴

### 背景、学歴、教歴
アニー・エルノーはセーヌ＝マリティーム県リルボンヌ（ノルマンディー地域圏）にアニー・テレーズ・ブランシュ・デュシェーヌ（Annie Thérèse Blanche Duchesne）として生まれ、同県のイヴトに育った。両親は工場労働者で、後に食料雑貨店を兼ねたカフェを開店した（開店時にリルボンヌからイヴトに転居）。
ルーアン大学（現在のルーアン＝ノルマンディー大学）およびボルドー大学で学び、中等教育教員適性証書、次いで（子育てをしながら勉強を続け）フランス現代文学の中等教育上級教員資格を取得した。1970年代初めにボンヌヴィルの高校（リセ）、アヌシー＝ル＝ヴューのエヴィール中学（コレージュ）、ポントワーズのデ・ルーヴレ中学で教え、やがて遠隔教育センターに参加することになった。

### 作家歴
最初の作品は1974年に発表された自伝小説『空っぽの箪笥 (Les Armoires vides)』である。1984年には自伝小説『場所』でルノードー賞を受賞し、2008年にはそれまでの全作品についてフランス語賞を受賞した。
2011年、アニー・エルノーが生まれる前に亡くなった姉に捧げた『もう一人の娘（L'Autre Fille）』、および作品の執筆について書き留めたものを集めた『暗いアトリエ（L'Atelier noir）』を発表した。また、ガリマール出版社の文学叢書クワルト版として『生を書く（Écrire la vie）』という1,000ページ以上のアンソロジーを発表した。この本にはほとんどの自伝小説、そして彼女の生い立ちに関する詳しい情報、日記、写真なども含まれている。
2016年には最新作『娘の記憶（Mémoire de fille）』が発表された。これは18歳のときの林間学校での初めての性体験の記憶 ---「他のどんな記憶よりもずっと鮮明かつ執拗にこびりついている恥の記憶」--- を60年近く経って再現したものである。
2017年、彼女の全作品についてマルチメディア作家協会 (la Société Civile des Auteurs Multimédia, SCAM) からマルグリット・ユルスナール賞を授与された。
2022年、ノーベル文学賞を受賞。

## 主な作品とテーマ
アニー・エルノーの著書のほとんどが自伝小説であり、ノルマンディー地域圏のイヴトでの子供時代（とりわけ両親が経営していた食料雑貨店兼カフェでの生活）から結婚、出産、子育ての経験、そして晩年の両親などを描いている。特にマルグリット・デュラス賞ほか複数の賞を受賞した『歳月 (Les Années)』には両親の生い立ちから死までを含む半世紀以上にわたる時代の流れを背景にアニー・エルノーの個人史が描かれている。
さらに個々の体験として、父親と母親それぞれの生と死を描いた『場所』、『恥 (La Honte)』、自立を目指しながら1960年代の因習的な性役割を課される女性の葛藤を描いた『凍りついた女』、恋愛、性愛（セクシュアリティ）をテーマとした『シンプルな情熱』、『自分を失う (Se perdre)』、『嫉妬』、中絶の経験を中心に女性の生（性）を描いた『空っぽの箪笥 (Les Armoires vides)』、『事件』、老いをテーマとしてアルツハイマー病で亡くなった母親の晩年を描いた『「私の夜から出ていない」(« Je ne suis pas sortie de ma nuit »)』、母親の死そして一人の女性としての生き方を描いた『ある女』、乳癌の治療を受けた経験を語る『写真の使い方 (L'Usage de la photo)』を著した。
また、これらの自伝小説以外にも、彼女が生きた時代・日常をスケッチ風の短い断章で描いた『戸外の日記』、『外的生活 (La Vie extérieure)』、スーパーマーケットでの観察を通して消費社会を批判した『愛する人よ、あの輝きを見て (Regarde les lumières mon amour)』などがある。
- 『シンプルな情熱』：「昨年の9月以降わたしは、ある男性を待つこと ― 彼が電話をかけてくるのを、そして家へ訪ねてくるのを待つこと以外何ひとつしなくなった（À partir du mois de septembre l'année dernière, je n'ai plus rien fait d'autre qu'attendre un homme : qu'il me téléphone et qu'il vienne chez moi.）」という、しばしば引用される表現に象徴されるように、離婚した女性教師と妻子ある東欧の外交官の激しく「シンプルな」肉体関係を描いた自伝的小説である[14][15]。1年間で売上が20万部に達し、全欧州諸国、米国、日本で翻訳が刊行された。大きな反響を呼んで、評論家の意見は分かれたが、読者からは毎日10通以上の手紙が届いた[16]。
- 『場所』：ルノードー賞受賞作。今は亡き父の生涯を語った自伝的小説でありながら、親子関係を感情的に表現するのではなく、父が生きた社会的背景のなかにその生涯を位置づけ、淡々と語ること、書くことで父を「存在させよう」、父に「場所」を与えようする作家の探求である[17][18][19]。
- 『ある女』：次第に記憶を失い、身体的にも衰えていく母に最期まで寄り添って生きた娘が、その人生を必死に生きた一人の女の人生として描くと同時に、愛、憎しみ、いとおしみ、罪の意識など母に対する娘の複雑な感情を表現した自伝的小説。二人の母娘関係は、「もう彼女（母）の声を聞くことができない ... 私が生まれた世界との最後の絆を失った（Je n'entendrai plus sa voix... J'ai perdu le dernier lien avec le monde dont je suis issue.）」という言葉に象徴的に表現される[20][21]。
- 『凍りついた女』：男女平等、自由・自立の理念を生きようとした男と女が、結婚、出産の後に、結局は仕事に忙殺される夫と、家事や子育てに忙殺される妻・母という性別役割分業を担うことになり、好奇心や生きる意欲を失い、自分自身すら見失って「凍りついて」いく。自分自身の体験を、一人の若い女性の「普通の」生活として描いた自伝的小説[22][23]。
- 『戸外の日記』：これまでの私小説的な作品とは対照的に、こうした一連の作品を書いていた間に「戸外」で起こっていた出来事に目を向け、地下鉄やスーパーマーケットでの情景などをスケッチ風に描いている[24][25]。
- 『嫉妬』：長年つきあってきた若い恋人と別れた後、相手から別の女性と共に暮らすと言われ、嫉妬にかられる。相手の女性を突き止めようと次第に偏執狂的になり、原題『占領（L'occupation）』が示唆するように意識が占領され、この女性のことしか考えられなくなった自分自身を冷徹に描く作品[26][27]。

## 政治的立場
2012年フランス大統領選挙では「左派戦線」のジャン＝リュック・メランションを支持した。
パリ同時多発テロ事件後にフランス政府は非常事態宣言を発令し、直後に開催が予定されていた第21回気候変動枠組条約締約国会議 (COP21) の際にはデモが禁止されていたが、これに抗議し、デモをする自由を求めた58人による「58人の訴え」に署名している。
2016年6月、政府が労働法典改革と労組や学生組織による反対運動を暴動、騒擾として法的に無効にしようとしたことに反対する『リベラシオン』紙掲載の請願書に署名している。
2017年6月、『白人、ユダヤ人、そして私たち (Les Blancs, les juifs et nous)』の著者で「共和国原住民 (Indigènes de la République)」党のスポークスパーソンでもあるウーリア・ブテルジャを支持する約20人の知識人とともに『ル・モンド』紙掲載の請願書に署名している。「共和国原住民」党は反ユダヤ主義、ホモフォビア、反フェミニズムなどと非難されることが多いため、この請願書に対する抗議が巻き起こった。
2018年5月、エルサレムをイスラエルの首都とするアメリカ合衆国の承認および2018年5月14日のエルサレムでのアメリカ大使館開館後の緊迫した情勢にあって、フランス・イスラエル間の文化交流のための企画「セゾン・フランス-イスラエル」（6月5日にベンヤミン・ネタニヤフ首相とエマニュエル・マクロン大統領による開幕式）を開催することに反対し、ボイコットを呼びかける『メディアパルト』紙掲載の請願書に署名した。

## 受賞歴
- 1984年 - 『場所』でルノードー賞を受賞。
- 2008年 - 『歳月（Les Années）』でマルグリット・デュラス賞およびフランソワ・モーリアック賞（フランス語版）を受賞。
- 2008年 - 全作品についてフランス語賞を受賞。
- 2014年 - セルジー=ポントワーズ大学（フランス語版）から名誉博士号を授与された[41]。
- 2016年 - 『歳月（Les Années）』が、イタリア語に翻訳された欧州作家の小説に与えられるストレーガ・エウロペオ賞を受賞（翻訳はL’orma editore）[42]。
- 2017年 - 全作品についてマルチメディア作家協会からマルグリット・ユルスナール賞（フランス語版）を授与された。
- 2022年 - ノーベル文学賞を受賞[2]。

アニー・エルノー賞が設立された。

## 著書
日本語訳書
- 『シンプルな情熱』堀茂樹訳、早川書房、1993年。のち文庫再刊 ISBN 4-15-203548-X
- 『場所』堀茂樹訳、早川書房、1993年 ISBN 4-15-203557-9
- 『ある女』堀茂樹訳、早川書房、1993年 ISBN 4-15-207795-6
- 『凍りついた女』堀茂樹訳、早川書房、1995年 ISBN 4-15-207907-X
- 『戸外の日記』堀茂樹訳、早川書房、1996年 ISBN 4-15-208037-X
- 『嫉妬、事件』堀茂樹・菊地よしみ訳、早川書房、2004年。のち文庫再刊 ISBN 4-15-208566-5
- 『若い男、もうひとりの娘』堀茂樹訳、早川書房、2024年 ISBN 978-4-15-210331-4

著書
- Les Armoires vides (空っぽの箪笥), Gallimard, 1974.
- Ce qu'ils disent ou rien (所謂… または無), Gallimard, 1977.
- « Je ne suis pas sortie de ma nuit » (「私の夜から出ていない」), Gallimard, 1997 --- アルツハイマー病だった母親の言葉として引用符付きの書名。
- La Honte (恥), Gallimard, 1997.
- La Femme gelée, Gallimard, 1981 (邦訳『凍りついた女』).
- La Place, Gallimard, 1983 (邦訳『場所』).
- Une femme, Gallimard, 1988 (邦訳『ある女』).
- Passion simple, Gallimard, 1991 (邦訳『シンプルな情熱』).
- Journal du dehors, Gallimard, 1993 (邦訳『戸外の日記』).
- L'Événement, Gallimard, 2000 ---「事件」という邦題で『嫉妬』に併録
- La Vie extérieure (外的生活), Gallimard, 2000.
- Se perdre (自分を失う), Gallimard, 2001.
- L'Occupation, Gallimard, 2002 (邦訳『嫉妬』).
- L'écriture comme un couteau (ナイフのようなエクリチュール), Gallimard, 2003.
- L'Usage de la photo (写真の使い方), マルク・マリーとの共著, Gallimard, 2005.
- Les Années (歳月), Gallimard, 2008.
- L'Autre Fille (もう一人の娘), NiL Éditions, 2011.
- L'Atelier noir (暗いアトリエ), Busclats, 2011.
- Écrire la vie (生を書く) (Collection Quarto, Gallimard), 2011.
- Retour à Yvetot (イヴトに帰る), Mauconduit, 2013.
- Regarde les lumières mon amour (愛する人よ、あの輝きを見て), Raconter la vie (Seuil), 2014.
- Mémoire de fille (娘の記憶), Gallimard, 2016.
- Le Jeune Homme, Gallimard (若い男), 2022

## 書目
- S. J. McIlvanney: Gendering mimesis. Realism and feminism in the works of Annie Ernaux and Claire Etcherelli. Graduate thesis, University of Oxford 1994 EThOS uk.bl.ethos.601153
- Sarah Elizabeth Cant: Self-referentiality and the works of Annie Ernaux, Patrick Modiano, and Daniel Pennac. Thesis, University of Oxford 2000  EThOS uk.bl.ethos.327374
- Georges Gaillard: Traumatisme, solitude et auto-engendrement. Annie Ernaux: "L’événement". Filigrane, écoutes psychothérapiques, 15, 1. Montréal, Spring 2006 ISSN 1192-1412 en ligne; ISSN 1911-4656 doi:10.7202/013530AR p. 67–86